# The Yankee Girl (film 1915)
The Yankee Girl è un film muto del 1915 diretto da J.J. Clark (Jack J. Clark). La sceneggiatura di Elliott J. Clawson si basa sulla commedia musicale The Yankee Girl di George V. Hobart che aveva debuttato a Broadway all'Herald Square Theatre il 10 febbraio 1910 interpretata da Blanche Ring.

## Trama
Jessie, figlia del ricco Philip Gordon, è una giovane intraprendente e coraggiosa. Partecipa attivamente all'acquisto di una miniera di rame sudamericana, pagando al presidente Castroba la prima tranche della cifra totale e soffiando, in questo modo, l'affare a una società concorrente. Mentre Gordon, a bordo del suo panfilo, The Yankee Girl, sta per arrivare con il saldo del pagamento, James Seavey, rappresentante della rivale Pacific Copper, riesce a far scattare una trappola che impedisce al finanziere di arrivare a terra. Corrompendo alcuni funzionari, Seavey fa mettere il Yankee Girl e il suo equipaggio in quarantena. Jessie viene aiutata da Jack Lawrence, un suo ex fidanzato che è il console americano del posto. Jack compera lo yacht dichiarandolo proprietà del governo degli Stati Uniti ma deve fare a pugni con Seavey che vuole impedirgli di prendere dall'imbarcazione il denaro per pagare la miniera. Il console mette al tappeto il suo avversario, giungendo appena in tempo per chiudere l'affare con il presidente Castroba.

## Produzione
Il film fu prodotto dalla Oliver Morosco Photoplay Company.
Venne girato in California a Santa Catalina e al Ritz-Carlton Huntington Hotel, a Pasadena, al 1401 di S. Oak Knoll.

### Cast
- Blanche Ring (1871-1961). Cantante e attrice teatrale, aveva già interpretato a Broadway il personaggio di Jessie Gordon. Dopo questa versione cinematografica di The Yankee Girl, apparve in solo altri tre film.

## Distribuzione
Distribuito dalla Paramount Pictures, il film uscì nelle sale cinematografiche statunitensi il 25 ottobre 1915.
Una copia incompleta della pellicola viene conservata negli archivi della Library of Congress.